# Lípa svobody (Přední Kopanina)
Lípa svobody v Přední Kopanině je památný strom, který roste v centru obce na Hokešově náměstí.

## Parametry stromu
- Výška (m): 15,0
- Obvod (cm): 250
- Ochranné pásmo: ze zákona
- Datum prvního vyhlášení: 28.01.2000[1]
- Stáří stromu: zasazena roku 1919[2]

## Popis
Solitérní strom roste uprostřed náměstí na zatravněné ploše. Z kmene vyrůstají větve od výšky 3 metry, koruna je kulovitá až mírně protáhlá o šíři 15 metrů. Jeho zdravotní stav je výborný.

## Historie
Strom byl vysazen roku 1919 jako lípa svobody při příležitosti prvního výročí vzniku Československé republiky.

## Turismus
Poblíž lípy začíná turistická značená trasa  6048 vedená do Levého Hradce.